# Kreditablösung
Unter Kreditablösung versteht man umgangssprachlich die Übertragung eines Kredites einschließlich etwaiger hierfür bestellter Kreditsicherheiten von einem Kreditgeber (meist Kreditinstitut) an einen anderen. In dieser Bedeutung entspricht er dem Begriff der Refinanzierung (englisch refinancing) und ist eng verwandt mit dem der Umschuldung.
In der Rechtsprechung und Literatur wird die Kreditablösung strenger als vorzeitige Tilgung und Auflösung eines Kredits, nicht aber als Übertragung auf eine andere Bank definiert. Diese vorzeitige Ablösung kann eine Vorfälligkeitsentschädigung auslösen. 

## Allgemeines
Im Regelfall wird das auf einem Kreditvertrag beruhende Kreditverhältnis zwischen Kreditnehmer und Kreditgeber bis zur Fälligkeit des Kredits aufrechterhalten. Es gibt jedoch Situationen, die einen Wechsel des Kreditgebers (meist Kreditinstitut) während der Kreditlaufzeit erforderlich machen. Dazu gehören insbesondere der Wohnortwechsel des Kreditnehmers, der Wechsel der Hausbank des Kreditnehmers oder günstigere Kreditbedingungen bei einer anderen Bank nach Ablauf der Zinsbindungsfrist im Rahmen einer Anschlussfinanzierung. Die Kreditablösung wird teilweise durch Gesetz und Rechtsprechung erschwert.

## Rechtsfragen
Bei der Kreditablösung handelt es sich im Rechtssinne um einen Gläubigerwechsel, der im Wege der Abtretung nach den §§ 398 ff. BGB erfolgt. Dazu vereinbaren das übertragende Kreditinstitut (Zedent) und das übernehmende Kreditinstitut (Zessionar) im Rahmen einer Ablösungsvereinbarung, zu welchem Zeitpunkt ein bestimmter Kreditbetrag nebst angefallener Kreditzinsen, Nebenkosten (Ablösebetrag) und etwaiger Kreditsicherheiten auf den Zessionar übertragen werden soll. Eine Mitwirkung des Kreditnehmers ist hierbei nicht erforderlich; er hat allenfalls die Kreditablösung bei seiner Bank in Auftrag gegeben. Die Kreditforderung geht durch die Ablösungsvereinbarung mit sämtlichen Sicherungsrechten (§ 401 BGB) und Nachteilen (§§ 404 bis § 407 BGB) auf die neue Bank über. Bestehen mithin Kreditsicherheiten, so verlangt § 401 BGB die gleichzeitige Übertragung (akzessorischer) Kreditsicherheiten an die übernehmende Bank. Hierzu gehören Bürgschaften, Verpfändung von Sachen und Rechten und die Hypothek, die kraft Gesetzes auf die neue Bank übergehen. Nicht akzessorische Sicherheiten (wie Sicherungsübereignung, Sicherungsübereignung von Kraftfahrzeugen, Grundschuld, Sicherungsgrundschuld, Zession oder Garantie) bedürfen hingegen einer ausdrücklichen Übertragung.

## Durchführung
Ausgangspunkt ist der Auftrag des Kunden an seine Bank, einen bestimmten Kredit abzulösen. Hierin ist die übernehmende Bank erwähnt. Mit dieser setzt sich die übertragende Bank in Verbindung und schließt eine Ablösungsvereinbarung, welche auch das Schicksal bestehender Kreditsicherheiten regelt. Deren Übertragung erfolgt meist mit Hilfe eines Treuhandauftrags. Kern dieses Treuhandauftrags ist die Abrede, dass die abzulösende Bank über die Ablösesumme nur dann verfügen darf, wenn sie die Kreditsicherheiten rechtswirksam auf die neue Bank übertragen hat.

## Ablösesumme
Die so genannte Ablösesumme ist der Betrag, der zur vollständigen Ablösung des Kredites gezahlt werden muss. Sie berechnet sich wie folgt:
```
Aktuelle 
Restschuld

+ 
Kreditzinsen
 bis zum Ablösetermin
+ 
Vorfälligkeitsentschädigung
 (*)
+ 
Bearbeitungsgebühren
 (*)
+ 
Transaktionskosten
 für die Übertragung von 
Kreditsicherheiten
 (z.
 
B. Notar- oder Grundbuchkosten) (*)
- anteilige Erstattung von 
Disagien
 (*)
- Zinsen und laufzeitabhängige Kosten, die auf die Zeit nach dem Ablösetermin entfallen (
§
 
498
 Abs. 2 
BGB
) (**)
- 
Rückkaufswert
 von 
Restschuldversicherungen
 (*)
= Ablösesumme
```

Fußnoten:

(*) falls zutreffend

(**) falls der Darlehensgeber kündigt

## Kreditablösung von Non-performing-loans
Bei der Kreditablösung wird der ursprüngliche Kreditvertrag durch den Kreditnehmer erfüllt und damit dessen Sicherungsvertrag (wegen gestellter Kreditsicherheiten) mit dem übertragenden Kreditinstitut beendet. Das ist bei Problemkrediten anders. Hier erfüllt der Kreditnehmer den Kreditvertrag gerade nicht, weil er mit Zinsen und/oder Tilgung in Rückstand gerät oder diese gar nicht bezahlt. Hierbei geht die Kreditablösung nicht vom Kreditnehmer aus, sondern von der kreditgebenden Bank. Sie veräußert notleidende Kredite – teilweise in größeren Paketen – im Rahmen des Kredithandels. Das rechtliche Schicksal des Kreditnehmers in diesem Verfahren ist im Risikobegrenzungsgesetz vom August 2008 geregelt. Der Bundesgerichtshof (BGH) hat im März 2010 die formularmäßige Unterwerfung unter die Zwangsvollstreckung in der Grundschuldbestellungsurkunde für zulässig erklärt. Sofern gleichzeitig mit Abtretung der Grundschuld auch ein Kreditverkauf erfolgt, ist es erforderlich, dass der neue Gläubiger im Rahmen der Umschreibung der Vollstreckungsklausel seinen Eintritt in den Sicherungsvertrag nachweist, um die ursprüngliche Zweckbindung der Grundschuld zu erhalten.

## Wirtschaftliche Aspekte
Kreditablösungen sind Finanztransaktionen auf dem Bankenmarkt und dessen Teilmarkt Kreditmarkt. Das übernehmende Kreditinstitut führt vor der Übernahme des Kredits eine Kreditwürdigkeitsprüfung durch und behandelt eine Kreditablösung wie einen Neukredit. Besteht ein Kreditrating (bei der Unternehmensfinanzierung) oder ein Kreditscoring (bei Konsumkrediten oder Baufinanzierungen von Privathaushalten), so kann eine Ablösung bei schlechten Ratings zu Abschlägen oder höheren Kreditzinsen führen, die der Kreditnehmer zu tragen hat. 
Kreditablösungen finden selten statt, weil sie mit Wechselkosten verbunden sein können (Notargebühren bei der Abtretung von Grundschulden) und durch die Kreditsicherheiten mit einer sachlichen Präferenz zu Gunsten des alten Kreditgebers verbunden sind.